# Khu kinh tế cửa khẩu Trà Lĩnh
Khu kinh tế cửa khẩu Trà Lĩnh có Ban Quản lý Khu kinh tế cửa khẩu Trà Lĩnh huyện Trà Lĩnh được thành lập theo Quyết định số 1113/QĐ-TC-UB ngày 01 tháng 7 năm 2002 của Chủ tịch Ủy ban nhân dân tỉnh Cao Bằng.
QUYẾT ĐỊNH Số: 1753/QĐ-TTg Thành lập Ban Quản lý Khu kinh tế tỉnh Cao Bằng (sau đây gọi tắt là Ban Quản lý) trên cơ sở hợp nhất Ban Quản lý Khu kinh tế cửa khẩu Sóc Giang huyện Hà Quảng (được thành lập theo Quyết định số 1115/QĐ-TC-UB ngày 01 tháng 7 năm 2002 của Chủ tịch Ủy ban nhân dân tỉnh Cao Bằng), Ban Quản lý Khu kinh tế cửa khẩu Trà Lĩnh huyện Trà Lĩnh (được thành lập theo Quyết định số 1113/QĐ-TC-UB ngày 01 tháng 7 năm 2002 của Chủ tịch Ủy ban nhân dân tỉnh Cao Bằng) và Ban Quản lý Khu kinh tế cửa khẩu Tà Lùng huyện Phục Hòa (được thành lập theo Quyết định số 995/QĐ-TC-UB ngày 17 tháng 6 năm 2002 của Chủ tịch Ủy ban nhân dân tỉnh Cao Bằng).